# پزشکی جایگزین
منظور از پزشکی جایگزین (به انگلیسی: alternative medicine) یا درمان جایگزین، طب جایگزین یا طب مکمل، تمامی روش‌های درمانی است که در حیطهٔ پزشکی رسمی (مدرن) قرار نگرفته‌است یا اثربخشی آن‌ها اثبات نشده، رد شده، غیرقابل اثبات یا زیان بخش است. امروزه، درمان‌های جایگزین به‌عنوان شبه‌علم و شیادی علمی شناخته می‌شوند. انسان در درازای تاریخ، شیوه‌های گوناگونی برای درمان و بهداشت به‌کار برده‌است؛ از طب سنتی تا هومئوپاتی، گیاه‌درمانی، سنگ‌درمانی، آب‌درمانی، فرا درمانی، انرژی‌درمانی، پزشکی کهن ایرانی، مصری، چینی و پزشکی سلولی. درمان‌های جایگزین، مشخصاً روش‌هایی هستند که مورد تأیید دانش پزشکی قرار نگرفته‌اند. آن بخش‌هایی از روش‌های سنتی که قابلیت اثبات علمی دارند، بیشتر به عنوان طب مدرن یا دانش پزشکی شناخته می‌شوند و عنوان درمان جایگزین ندارند. همهٔ روش‌های پزشکی جایگزین یا مکمل، در فرایند درمان، دارای بخشی غیرقابل تعریف یا حلقه‌ای گم‌شده هستند که از دیدگاه علم قابل بررسی نیست. این مسئله که در این نوع پزشکی، از بیمار چه خواسته می‌شود، مشخص است و تأثیر آن بر بیمار نیز قابل ثبت و ضبطِ دقیق علمی و قابل تکرار و تجربه است، اما بهبود از نگاه علمی قابل توجیه نیست.
متخصصان و طرفداران این نوع از درمانگری، ضمن رد روش‌های درمانی پزشکی مدرن، از روش‌های طب سنتی و جایگزین، برای بهبود و علاج بیماری‌ها استفاده می‌کنند. در مقابل، متخصصان پزشکی رایج نیز، روش‌های درمانی سنتی و جایگزین را غیرعلمی و نوعی از شبه‌علم می‌دانند.
از نظر پزشکی بر پایه شواهد، روش‌های درمانی و داروهایی که در سطح وسیع مورد استفاده قرار می‌گیرند، باید ابتدا از سد مطالعات آزمایشگاهی و بالینیِ با کیفیت گذشته و پس از بررسی همه خطرهای احتمالی طی مراحل مختلف، اجازه استفاده بگیرند. این در حالی است که بیشترِ روش‌های درمانی طب مکمل، بدون این که آزمایش‌ها، اثربخشیشان را تأیید کرده باشند، تجویز می‌شوند.
داروهایی که در بازار عرضه می‌شوند، پس از آنکه در آزمایشگاه از مراحل مختلف می‌گذرند، باید وارد فازهای بالینی شوند و بعد از تحقیقات کافی و به دست آمدن آمار دقیق از اثرات مثبت و حتی عوارض جانبی آن‌ها اجازهٔ آن را می‌یابند که وارد بازار شوند و در اختیار عامه مردم قرار گیرند. درحالی‌که در مورد روش‌های درمانی و داروهای طب جایگزین، چنین مراحلی طی نمی‌شوند و این روش‌ها بدون آزمایش و بدون این که از نحوهٔ اثر آن‌ها اطلاعات دقیقی به دست آید، مورد استفاده قرار می‌گیرند. هرچند در علم نوین، سعی بر آن است تا طب مکمل و روش‌های آن مورد آزمایش قرار گیرند، تا در صورت مفید بودن، مورد استفاده قرار گیرند؛ اما هنوز بسیاری از روش‌های سنتی می‌توانند خطرناک باشند. سازمان جهانی بهداشت بر این باور است که هنوز به میزان زیادی تحقیقات آزمایشگاهی و بالینی نیاز است تا بتوان بی‌خطر بودن و اثربخشیِ طب سنتی و جایگزین را تأیید کرد.

## طب سنتی

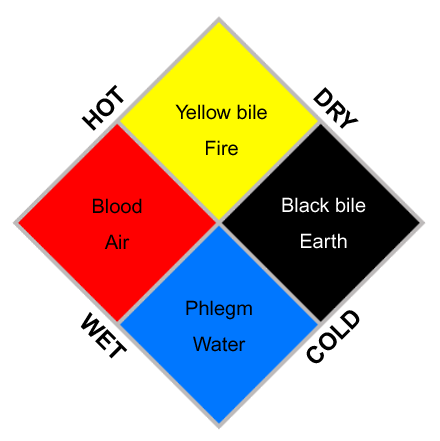
نمودار خلط‌های چهارگانه در طب سنتی.

طب سنتی یا طب مزاجی، گونه‌ای از پزشکی جایگزین است که در آن به مزاج‌ها و خلط‌های چهارگانه (سرد، گرم، خشک یا مرطوب، دم، صفرا، بلغم و سودا) باور دارند. معمولاً طب سنتی یا طب مبتنی بر مزاج و خلط‌های چهارگانه را مترادف «طب اسلامی» می‌دانند؛ در حالی که این نوع از طب، ریشه در یونان باستان و پیش از اسلام دارد. در برخی کشورها همچون هند و بنگلادش که هنوز این‌گونه از طب در بعضی مدارس سنتی و حاشیه‌ای آموزش داده می‌شود، با عنوان «طب یونانی» شناخته می‌شود. ابن سینا و زکریای رازی نیز در نوشته‌هایشان توضیح داده‌اند که منبع اصلی آموخته‌هایشان کتاب‌های جالینوس و بقراط بوده‌است. در واقع این طب یونانی-جالینوسی بوده‌است که در دوران تمدن اسلامی، ابن سینا، جرجانی، اهوازی و دیگران توسعه دادند.

### پیشینه
در تاریخ علم، مهم‌ترین ویژگی طب یونانی-مزاجی، سکولار (دنیوی) بودن آن است. تا قبل از ابداع این نوع از طب، بیماری و سلامت به نیروهای ماوراءالطبیعه همچون خدایان نسبت داده می‌شد؛ تا این که طب یونانی برای نخستین بار سعی کرد که سلامت و بیماری را صرفاً با عوامل طبیعی همچون اخلاط و مزاج‌ها توضیح دهد و با اتکا به همین دانش و با روش‌هایی مانند حجامت یا مداخله‌های تغذیه‌ای در جهت رساندن به تعادل درمان کند. به همین علت هم بود که عده‌ای از دین‌داران و صوفیان مانند مولانا آن را به شدت طرد و نفی می‌کردند. این‌گونه از طب در هماهنگی کامل با دیگر شاخه‌های دانش یونان باستان و قرون وسطی بود که با گذشت زمان و برآمدن دانش‌های مدرن از جمله پزشکی مدرن، دانش یونانی که بر فرضیات نادرستی استوار بود، بی‌اعتبار شد. از جمله شیمی مبتنی بر چهار عنصر (آب، آتش، خاک و هوا)، هیئت مبتنی بر هفت آسمان و طب مبتنی بر چهار خلط همگی بی‌اعتبار شده و به تاریخ علم پیوستند. اما این در تاریخ علم باقی ماند که «این طب مزاجی بود که برای اولین بار طب را سکولار کرد و برای بیماری و سلامت توضیح و تبیین غیردینی ارائه داد.» این در حالی است که بسیاری از طرفداران طب سنتی، طب مبتنی بر مزاج و خلط‌های چهارگانه را به اشتباه مترادف طب اسلامی و دینی می‌دانند. در واقع در دوران تمدن اسلامی این «دانش یونانی» بود که رواج داشت. ترجمهٔ عربی آثار پزشکی جالینوس در سدهٔ سوم هجری، از سوی حنین بن اسحاق انجام گرفته بود. در حقیقت نوشته‌های جالینوس و ترجمه‌های عربی آثار بقراط، بنیادی‌ترین و مهم‌ترین منابع دانش پزشکی در جهان اسلام به‌شمار می‌رفته‌اند.

منتقدان به طب سنتی از زمان پیدایش این طب و در دیالوگ با آن انتقاداتی را نسبت به آن روا داشته‌اند. بعضی از بقراطی‌ها خودشان را تجربه‌گرا نامیدند و نظریاتی که مفروضات در آنان بر مشاهدات تقدم داشتند را نقد کردند: 
کسانی که سخن گفتن یا نوشتن دربارهٔ‌ طب را بر عهده گرفته‌اند و برای استدلالشان برخی فرض‌ها را مفروض گرفته‌اند، اعم از گرم یا سرد یا خشک یا تر یا هر چیز دیگری که دوست داشته‌اند... این جماعت آشکارا در بسیاری از چیزهایی که می‌گویند به خطا می‌روند ... لذا من چنین فرض کرده‌ام که علم طب به هیچ یک از فرض‌های تهی از آن نوع که امور نامرئی و مبهم بدان نیاز دارند نیازمند نیست، اموری که اگر کسی بکوشد در مورد آنها چیزی بگوید به ناچار باید فرضی را مورد استفاده قرار دهد، مثلاً چیزهایی در آسمان یا چیزهایی در زیر زمین.
 سایر بقراطی‌ها با این رویکرد مخالف بودند و با وجود این که امکان آزمون‌های تجربی برای بسیاری از ادعاهایشان وجود داشت، عملاً به مشاهدات کمی اشاره کردند.

### روش‌ها

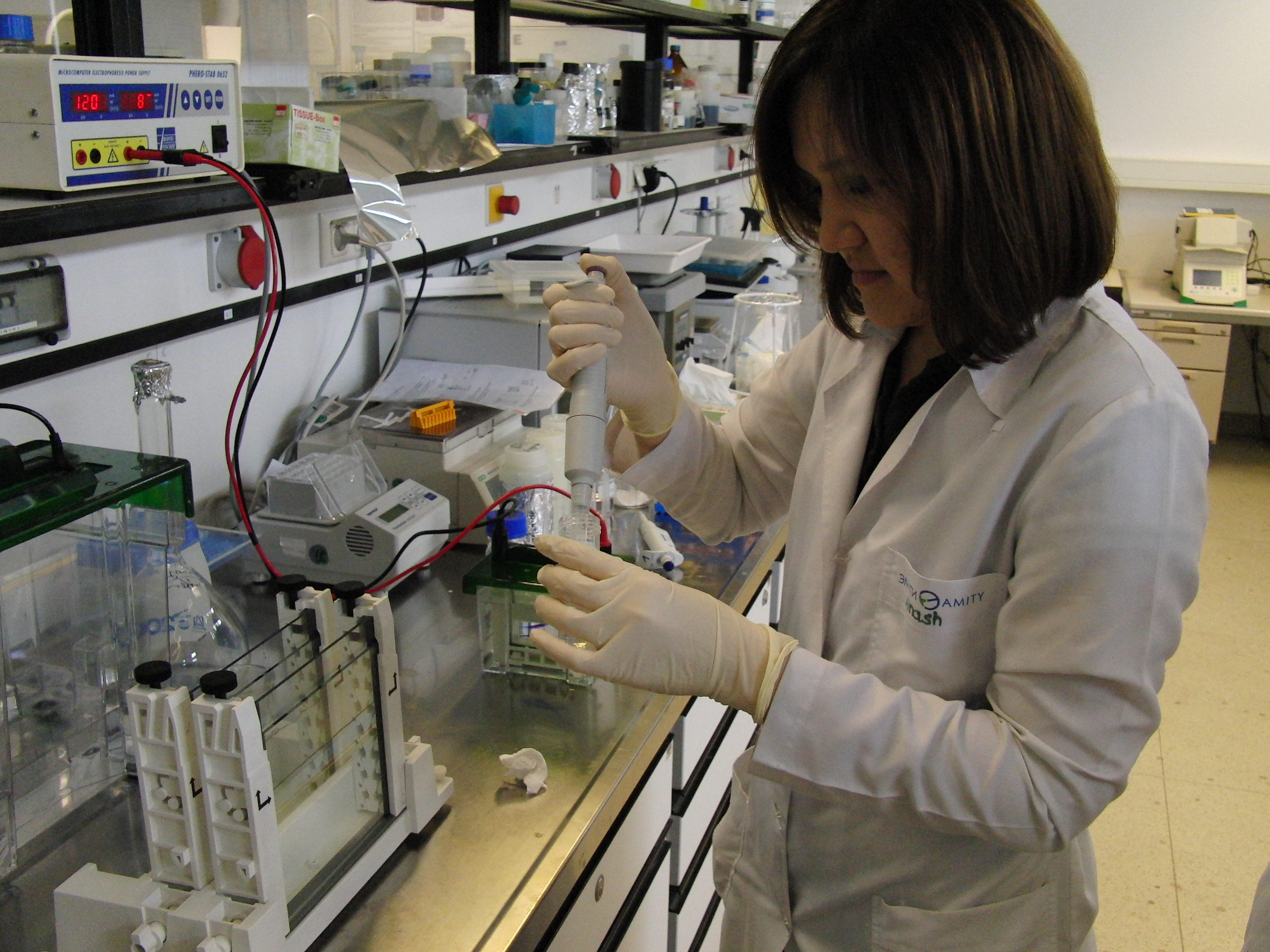
یک پژوهشگر در حال کار بر روی نمونه‌های آزمایشگاهی. روش‌های درمانی پزشکی مدرن بر اساسِ پژوهش، آزمایش و کارآزمایی بالینی شکل گرفته‌اند. این در حالی است که شیوه‌های درمانی سنتی، بدون این که آزمایش‌ها اثربخشی شان را تأیید کنند، تجویز می‌شوند.

طبق تعریف سازمان بهداشت جهانی، «طب سنتی مجموعه‌ای از دانسته‌ها، مهارت‌ها و اعمال که بر پایه نظریه‌ها، باورها و تجربه‌های بومی فرهنگ‌های مختلف است؛ خواه قابل شرح باشد یا نباشد که در بهداشت و نیز پیشگیری، تشخیص، بهبود و مداوای بیماری‌های جسمی و ذهنی مورداستفاده قرار می‌گیرند.» در مقابلِ طب سنتی، طب نوین قرار دارد که بر اساس یافته‌های علمی و با آزمایش‌های دقیق و با آگاهی از ساختار بدن انسان و سازوکارهای بیماری، به درمان می‌پردازد.
طب سنتی بر پایه تجربیات افراد در طی سالیان متمادی به‌دست آمده و شاید در گذشته که روش‌های پژوهش وجود نداشتند، بهترین راه یا حتی تنها راه پیشگیری و درمان به حساب می‌آمدند؛ اما امروزه بسیاری از این روش‌ها بی‌اثر یا حتی مضر برشمرده می‌شوند. در پزشکی بر پایه شواهد برای اینکه یک روش درمانی یا دارو به استفاده عمومی برسد، باید از مراحل بسیاری بگذرد. داروهایی که در بازار عرضه می‌شوند پس از آنکه در آزمایشگاه از مراحل مختلف می‌گذرند، باید وارد فازهای بالینی شوند و بعد از تحقیقات کافی و به‌دست آمدن آمار دقیق از اثرات مثبت و حتی عوارض جانبی آن‌ها اجازه آن را می‌یابند که وارد بازار شوند و در اختیار عامه مردم قرار گیرند. در حالی که در مورد روش‌های درمانی و داروهای طب سنتی، چنین مراحلی طی نمی‌شوند و این روش‌ها بدون آزمایش و بدون این که از نحوه اثر آن‌ها اطلاعات دقیقی به دست آید، مورد استفاده قرار می‌گیرند. هرچند در علم نوین سعی بر آن است تا طب سنتی و روش‌های آن مورد آزمایش قرار گیرند، تا در صورت مفید بودن، مورد استفاده قرار گیرند؛ اما هنوز بسیاری از روش‌های سنتی می‌توانند خطرناک باشند. سازمان بهداشت جهانی بر این باور است که هنوز به میزان زیادی تحقیقات آزمایشگاهی و بالینی نیاز است تا بتوان بی‌خطر بودن و اثر بخشی طب سنتی را تأیید کرد.

### تحقیقات
از نظر پزشکی بر پایه شواهد درمان‌هایی که در سطح وسیع مورد استفاده قرار می‌گیرند، باید ابتدا از سد مطالعات آزمایشگاهی و بالینی باکیفیت گذشته و پس از بررسی همه خطرهای احتمالی در طی مراحل مختلف، اجازه استفاده بگیرند.
در حال حاضر طب سنتی در ایران در «دانشکده پزشکی سنتی» در حال بررسی بالینی علمی است. به عبارت دیگر خواص دارویی گیاهان با آزمایش مشخص شده و تبدیل به دارو می‌شوند. در این بین مواردی را که آزمایش‌ها تأیید نکنند، کنار گذاشته می‌شوند.
بر اساس گزارش وبگاهِ «وب آو ساینس»، تعداد پژوهش‌های علمی دربارهٔ طب مکمل از سال ۲۰۰۱ تا ۲۰۱۶، ۲۵ برابر شده‌است. گزارش‌های وبگاهِ اسکوپوس نیز تأییدکنندهٔ این افزایش و رشد است. بیش از نیمی از تمام مدارس پزشکی در ایالات متحدهٔ آمریکا و کانادا، برنامهٔ طب مکمل را در آموزش‌های خود گنجانده‌اند.

### گیاهان دارویی

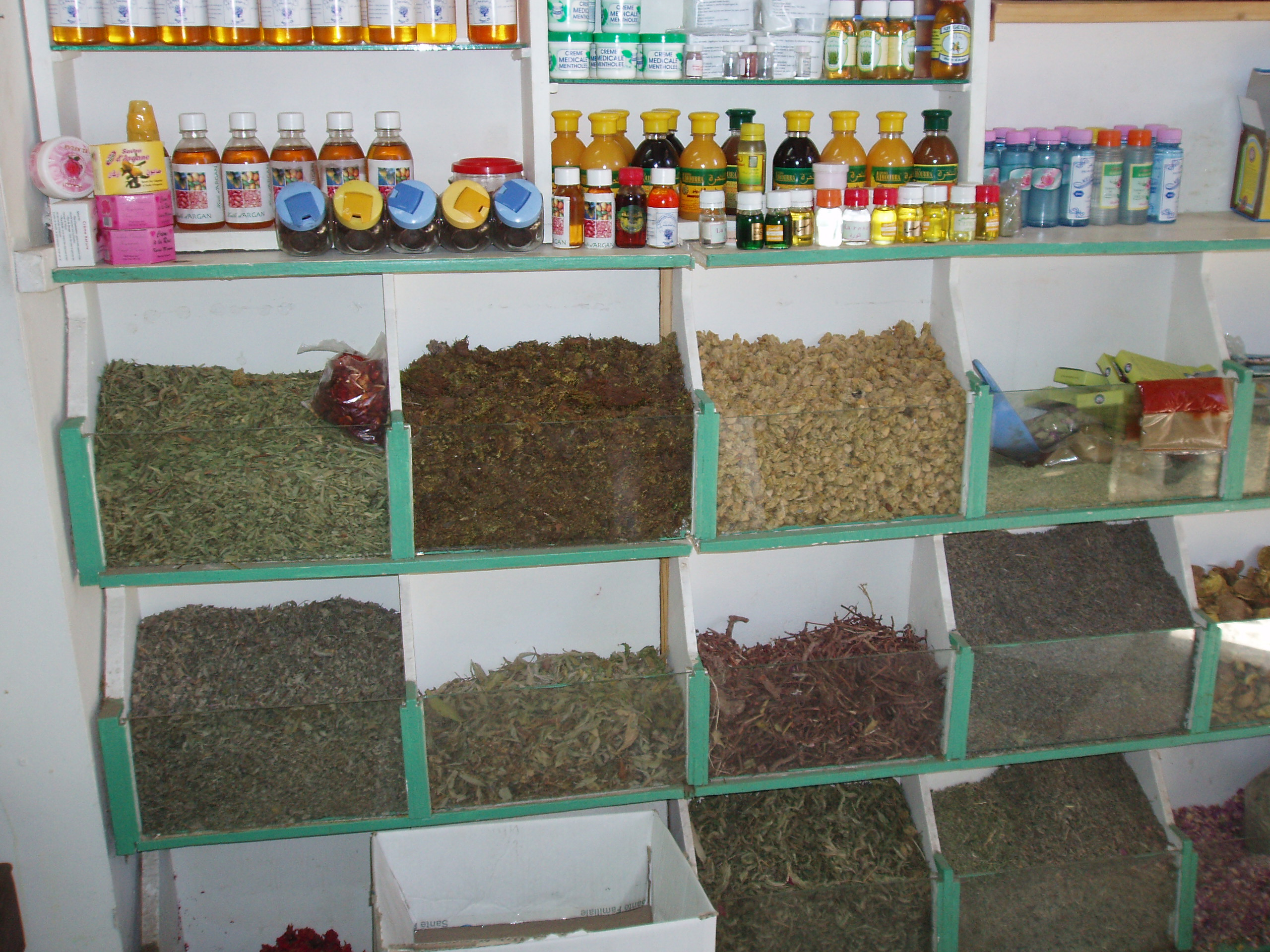
گیاهان دارویی در یک مغازهٔ عطاری در مراکش.

برخلاف تصور عمومی که مصرف گیاهان دارویی را بدون عوارض و خطر می‌دانند، این نوع از داروها نیز دارای عوارض جانبی است. این عوارض، علل مختلفی چون مصرف بیش از حد، تداخل با داروهای طب رایج و واکنش‌های خود به خودی و غیرقابل پیش‌بینی مانند آلرژی دارد. همچنین عدم وجود استاندارد قطعی برای محصولات و تولیدات گیاهان دارویی ممکن است منجر به مشکلاتی در کیفیت آن شود. از جمله این مشکلات می‌توان به تقلب، مواد اولیه نامشخص، جایگزینی یک گیاه به جای گیاه دیگر و مواردی از این دست اشاره کرد. کاربرد نامناسب گیاهان دارویی نیز می‌تواند کُشنده باشد. به عنوان مثال استفاده نا به جا از کاوا منجر به تخریب شدید کبد می‌شود. همچنین داروهایی مانند جینکو که باعث بهبود جریان خون می‌شود، ممکن است خون‌ریزی حین جراحی را افزایش دهد.
بسیاری از داروهای گیاهی با داروهای شیمیایی تداخل عملکرد دارند و باعث افزایش یا کاهش اثر آن‌ها می‌شوند. همچنین مقدار مصرف داروهای گیاهی در میزان اثر درمانی آن‌ها تأثیر می‌گذارد. علاوه بر آن بسیاری از گیاهان، دارای حداقل دوز سمی هستند و اگر بیشتر از این مقدار مصرف شوند، می‌توانند باعث بروز مسمومیت شوند. مصرف طولانی مدت برخی گیاهان دارویی که در نگاه اول بی‌ضرر به نظر می‌رسند، می‌تواند عوارضی را به دنبال داشته باشد، مثلاً برگ سنا که به وفور برای درمان یبوست استفاده می‌شود، اگر بیش از دو هفته مصرف شود، می‌تواند منجر به تنبلی روده، تشدید یبوست و اشکالاتی در روده بزرگ شود؛ یا مصرف دراز مدت ریشه شیرین بیان می‌تواند در افراد مستعد، منجر به افزایش فشارخون یا ورم اندام‌ها شود. همچنین به دلیل اختلاط بخش‌های چوبی یا ساقه‌ای گیاه، با برگ و گل مورد استفاده در عرق‌گیری، برخی عرقیات حاوی مقادیری الکل متانول هستند که مصرف مقادیر زیاد و طولانی مدت این عرقیات می‌تواند مسمومیت با الکل و عوارض آن را به دنبال داشته باشد.
بسیاری از گیاهان معطر مانند آویشن، نعنا، گلپر، رازیانه، زیره سبز، زیره سیاه، دارچین، برگ مورد و کاکوتی، به شکل پودر شده در عطاری‌ها عرضه می‌شوند که اگر مدتی از درو شدن آن‌ها بگذرد، ماده مؤثره و عطر و بوی آن‌ها به سرعت کاهش یافته و اثرات درمانی آن‌ها کاهش می‌یابد. افزون بر این، ترکیبات روغنی نیز عموماً در معرض هوا اکسید می‌شوند، روغن‌ها، مانند روغن بادام، روغن زیتون، روغن کنجد، روغن سیاه دانه، روغن بابونه، روغن بنفشه و بیشتر روغن‌های دیگری که در عطاری‌ها عرضه می‌شوند، باید در ظروف شیشه‌ای تیره، دور از آفتاب و به صورت سرپر نگهداری شوند. بو یا مزه تند و تیز، غالباً نشان‌دهنده اکسیداسیون روغن و زیان بخش بودن آن است.

### استدلال موافقان
متخصصان و طرفداران طب سنتی، به منظور رد پزشکی نوین و اثبات کارآمدی روش‌های سنتی به استدلال‌هایی همچون موارد زیر متوسل می‌شوند:
- توسل به سنت: توسل به سنت در موارد درمانی معمولاً این‌گونه مطرح می‌شود که «طب سوزنی هزاران سال سابقه دارد و اگر اشکالی داشت تا امروز منسوخ شده بود.» یا «طب سنتی ایران از ابن‌سینا تا همین اواخر تدریس و اجرا می‌شده و نمی‌تواند غلط باشد.» منتقدان طب سنتی، این استدلال را نوعی مغالطه پیش‌فرض نادرست می‌دانند.[۱۲]

طبق تحقیقات انجام شده، در طول یک قرن گذشته به مدد پزشکی مدرن، متوسط طول عمر انسان در حدود دو برابر شده‌است. این در حالی است که طب سنتی با وجود قدمت چند هزار ساله، در مقایسه با پزشکی نوین، اثر چندانی بر طول عمر و سلامتی انسان نداشته‌است. در گذشته، برای هزاران سال وبا، دیفتری، کزاز، سرخک، طاعون، فلج اطفال و بیماری‌هایی از این دست، هر ساله هزاران و میلیون‌ها قربانی می‌گرفت که در حال حاضر طب جدید آن را درمان کرده‌است. به مدد پزشکی نوین در قرن اخیر میزان مرگ و میر مادران و نوزادان به یک دهم کاهش یافته و از کار افتادگی به شدت پایین آمده‌است.
- موارد ناکارآمد: در این استدلال بیان می‌شود: «مگر طب نوین همه بیماری‌ها را درمان کرده‌است؟ هنوز بسیاری از مردم از سرطان و بیماری قلبی می‌میرند و بیماری‌های مزمن نه تنها درمان نشده‌اند بلکه بیشتر هم شده‌اند. علاوه براین پزشکی مدرن پر هزینه است و پزشکان زیرمیزی هم می‌گیرند.»

متخصصان و طرفداران طب مدرن در پاسخ به این استدلال چنین بیان می‌کنند که پزشکی مدرن تأثیر مطلق ندارد و درمان همه بیماری‌ها را پیدا نکرده‌است؛ اما در میان پزشکی‌های موجود بهترین و از نظر علمی تنها گزینه معتبر است. از نظر آن‌ها رواج بیماری‌های مزمن اتفاقاً به علت افزایش طول عمر مردم و از خدمات همین طب مدرن است.

## حجامت

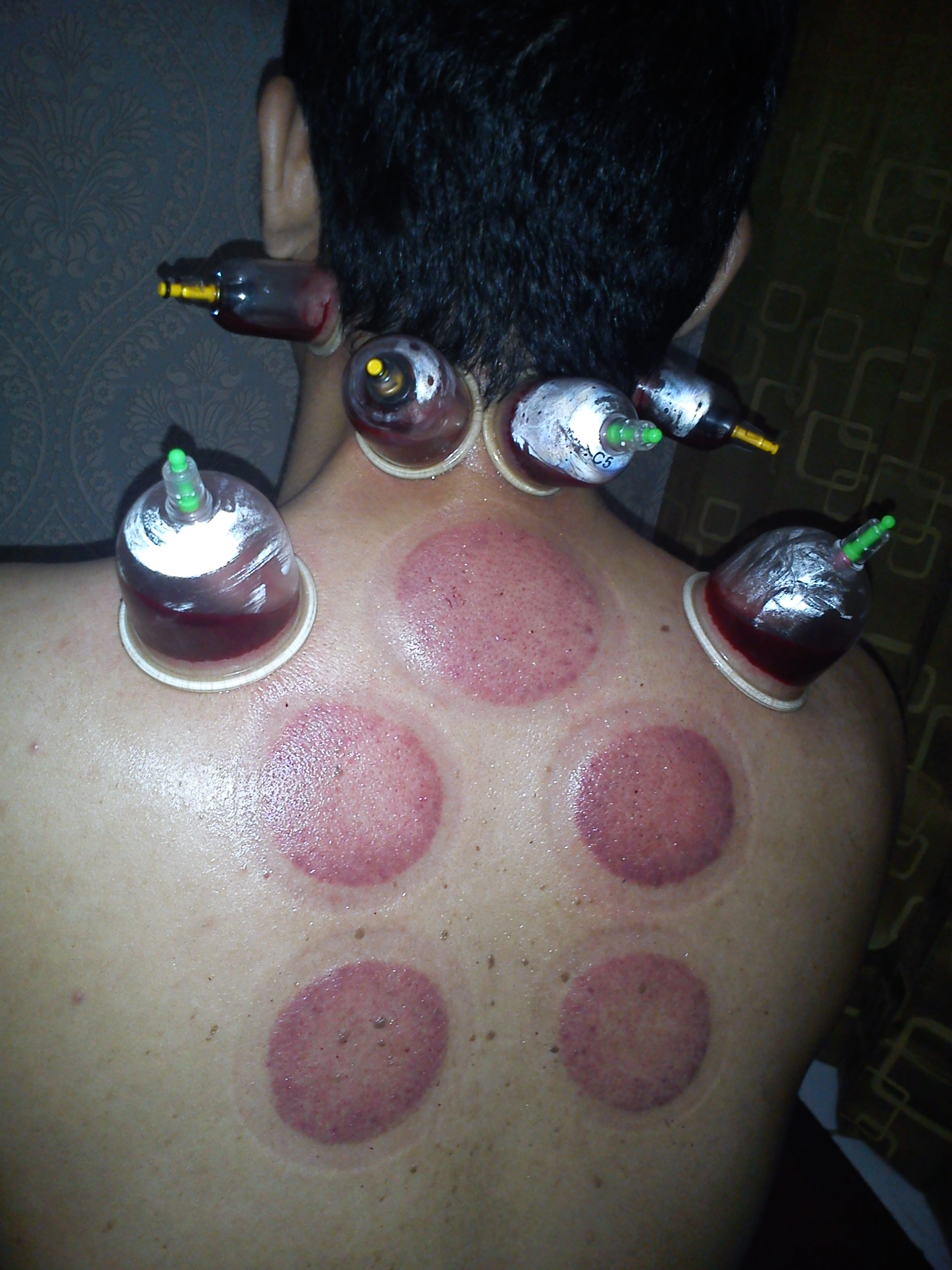
حجامت.

حجامت نوعی روش درمانی در طب سنتی و ایرانی و اسلامی است که در آن با ایجاد خراش‌هایی در سطح پوست و ایجاد مکش، مقداری خون از محل خراش‌ها خارج می‌شود. حجامت از جمله اعمالی است که در تمدن‌های بسیار قدیمی مانند تمدن‌های مایا، آزتک، مصر و بین‌النهرین وجود داشته و به منظور رهانیدن بیماران از بیماری و درد صورت می‌گرفته‌است. حجامت در فرهنگ اعراب نیز وجود داشت و از منظر پیامبر اسلام، یکی از راه‌های درمان بیماری‌ها محسوب می‌شد.
حجامت در صورتی که در محیط آلوده و به دست کسانی که در علم پزشکی تخصصی ندارند صورت گیرد، می‌تواند باعث انتقال انواع عفونت‌های خونی از جمله ایدز و هپاتیت شود. همچنین خون‌ریزی ناشی از حجامت -به ویژه حجامت در ناحیه گردن- می‌تواند خطرناک باشد. در سال ۱۳۷۷ خورشیدی با مصوبهٔ معاونت درمان وزارت بهداشت، درمان و آموزش پزشکی انجام حجامت توسط پزشکان در مطب‌ها به خاطر خطرات آن -از جمله عفونت و خون‌ریزی که در صورت عدم کنترل به موقع آن می‌توانند مشکل ساز شوند- ممنوع اعلام شد؛ اما این بخشنامه چند سال بعد، به دلیل «مغایرت با شرع» بر اساس نظر فقهی شورای نگهبان با حکم دیوان عدالت اداری لغو شد.

### تحقیقات
در مورد اثر حجامت، مطالعات بالینی بسیار محدودی صورت گرفته‌است. در این بین مطالعاتی روی تأثیر حجامت بر چربی خون، قند خون و سندرم متابولیک انجام شده که نشان داده‌اند، حجامت می‌تواند در بهبود علائم این عارضه‌ها نقش داشته باشد؛ اما این تحقیقات به دلیل تعداد کم شرکت‌کنندگان و پایین بودن کیفیت پژوهش‌ها چندان قابل استناد نیستند. علاوه بر این، اثر حجامت روی سردردهای میگرنی و ضربان‌دار، دردهای مفصلی، کمردرد و قلب نیز مورد بررسی قرار گرفته که نشان دهنده تأثیر اندک آن در شرایط خاص است، اما این دست مطالعات نیز کیفیت لازم را برای اینکه به آن‌ها استناد شود، ندارند.

## هومئوپاتی

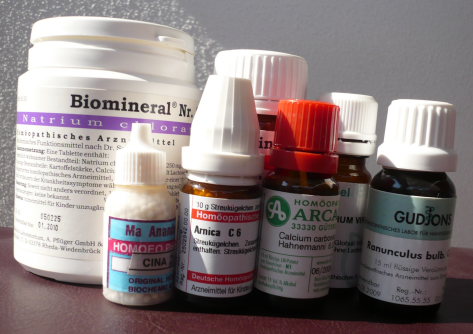
نمونه‌ای از داروهای هومئوپاتی.

هومئوپاتی، روشی درمانی است که در آن ادعا می‌شود با تحریک دستگاه ایمنی و حیاتی بیمار توسط داروهای خاصِ هومئوپاتی، اقدام به درمان بیمار می‌شود. بر اساس اصول اولیه هومئوپاتی، هر ماده‌ای یا عاملی که بتواند در بدن سالم ایجاد یک سری علائم بیماری کند، می‌تواند در صورت تجویز به فردی بیمار با همان علائم، بیماری وی را درمان نماید؛ به شرط آنکه علائم موجود در بیمار و علائمی که آن ماده دارویی می‌تواند ایجاد کند، تا حد ممکن مشابه باشند. درمانگران هومیوپاتی ادعا می‌کنند که داروهای آن‌ها حاوی «خاطره» داروها هستند و این‌قدر ضعیف‌اند که اثر جانبی ندارند، اما باعث بهبود کلی فرد می‌شوند.

### تحقیقات
تحقیقات نشان دهندهٔ غیرمؤثر بودن هومئوپاتی از لحاظ علمی است. به‌طور مثال «انجمن پزشکی استرالیا» این روش را نامؤثر و متقلبانه می‌داند. همین‌طور «مرکز ملی اطلاعات بیوتکنولوژی آمریکا» به نقل از آرشیو کتابخانه ملی پزشکی مؤسسات ملی بهداشت ایالات متحده نیز نظر مشابهی را ارائه می‌دهد. جامعهٔ علمی در موارد متعدد این روش را غیرعاقلانه توصیف کرده‌است. از سوی دیگر غیرممکن بودن این روش از لحاظ فیزیکی بررسی و تأیید شده‌است. در مجله اخلاق پزشکی نیز هومئوپاتی نوعی روش درمانی غیراخلاقی عنوان شده‌است.
بنیاد آموزشی جیمز رندی، هومئوپاتیست‌ها را به چالش کشیده و جایزه‌ای یک میلیون دلاری برای کسی که بتواند با هومئوپاتی تحت شرایط علمی کسی را درمان کند، در نظر گرفته که تاکنون کسی موفق به بردن این جایزه نشده‌است. آزمایش‌هایی که درستی هومئوپاتی را نشان می‌دهند، دچار سوگیری هستند، به‌طوری‌که هیچ ارتباط خطی و مستقیمی بین پیش‌فرض‌های کمی و کیفی و نتایج مطالعات، وجود ندارد. محققان مخالف این روش درمانی، لیستی از قربانیان این روش درمانی تهیه کرده‌اند که افرادی بوده‌اند که علی‌رغم ابتلا به بیماری‌های مهلک، با روی آوردن به هومئوپاتی و غفلت از درمانهای صحیح، جان خود را از دست داده‌اند.
در سال ۲۰۱۵ «مرکز ملی تحقیقات دارویی و سلامت استرالیا»، پس از بررسی بیش از ۲۲۵ تحقیق انجام شده بر روی هومیوپاتی در جهان اعلام کرد:
«بر اساس ارزیابی انجام شده در اثربخشی هومیوپاتی، هیچ نشانه‌ای از تأثیر هومئوپاتی در هیچ بیماری به‌دست نیامد. کسانی که برای درمان هومئوپاتی را انتخاب می‌کنند ریسک به خطر افتادن سلامتی به دلیل عقب‌افتادن روند درمان واقعی که اثرات قطعی آن بارها و بارها ثابت شده را به جان می‌خرند.»
«پول گلسیو» مدیر تحقیقات مرکز سلامت استرالیا در این باره چنین گفته‌است:
«افراد بسیاری هستند که با توهم توطئه این نتایج را رد کرده و به کار خودشان ادامه می‌دهند، اما افراد بسیاری هم هستند که عکس‌العمل مناسبی نشان می‌دهند و از محصولات بی‌اثر گران‌قیمت دوری می‌کنند. تحقیقات مشابهی در انگلستان باعث کاهش جدی فروش محصولات هومیوپاتی در این کشور شد که ما هم امیدواریم در استرالیا به نتایج مشابهی برسیم. گرچه مدعیان ادعا خواهند کرد که تحقیقاتی وجود دارد که اثراتی از هومیوپاتی نشان می‌دهد، اما هر بررسی ما نشان می‌دهد که آن تحقیقات به شدت به لحاظ آماری و روش تحقیق معیوب بوده و طراحی اشتباهی داشته‌اند و حتی نتوانسته‌اند ثابت کنند که قرص هومیوپاتی اثری بهتر از یک حبه قند دارد.»
همچنین بر اساس مطالعه‌ای که در سال ۲۰۱۴ به ارزیابی اثربخشی روش هومیوپاتی در درمان اختلالات روانپزشکی افراد دچار ناتوانی ذهنی پرداخته‌است؛ نتیجه این بررسی حاکی از عدم وجود شواهد کافی برای اثربخشی این روش در درمان اختلالات شایع روانپزشکی در افراد دچار ناتوانی ذهنی، از قبیل اوتیسم و اختلالات رفتاری است. از سویی دیگر، گزارشی که در سال ۲۰۱۳ تهیه شد، نیز به مرورِ جامعی از مطالعات اثربخشی هومیوپاتی در کل وضعیت‌های بالینیِ موردِ بررسی پرداخته و این مطالعهٔ تحقیقی نیز نشان‌دهنده شواهد ناکافی برای مؤثر بودن این روش بود.
روش‌های طب جایگزین به خصوص هومیوپاتی در اغلب مطالعات جدید مردود شده‌اند. همچنین مشخص شده مطالعاتی که هواداران هومیوپاتی به عنوان تأیید علمی این روش درمانی اعلام می‌کنند دستکاری شده و گزینشی بوده و از درجهٔ اعتبار علمی ساقط است. پژوهش‌های بسیاری نشان می‌دهند که داروهای هومیوپاتی در واقع اثری بیشتر از دارونما ندارند و همانقدر در درمان بیماری‌ها مؤثرند که آب به جای شربت یا گچ به جای قرص.

## انرژی‌درمانی

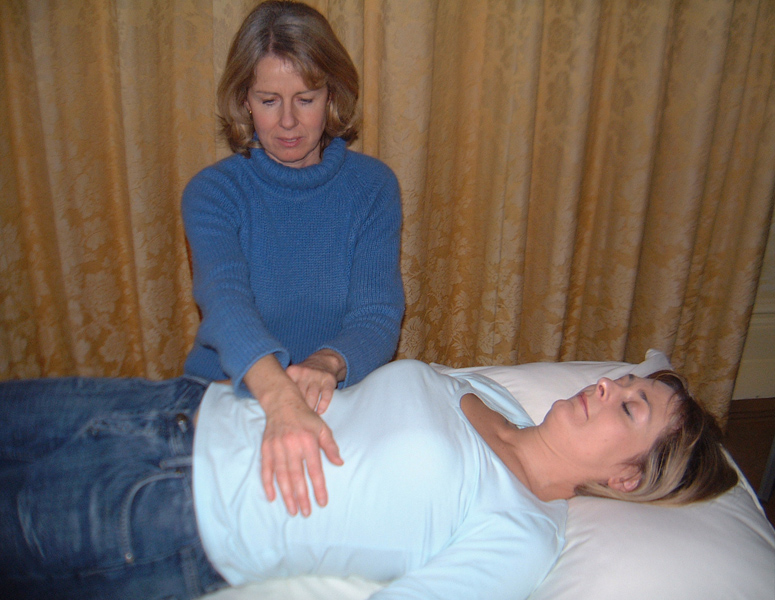
درمان ریکی.

انرژی‌درمانی یکی دیگر از شاخه‌های طب مکمل است که در آن ادعا می‌شود، به واسطهٔ نوعی از انرژی، بیماران را درمان می‌کنند. انرژی درمانی دارای انواع مختلفی است که «درمان از راهِ دور» و «درمان از طریقِ تماس» از جملهٔ آن‌هاست. در حال حاضر درمانگری از طریق انرژی درمانی در ایران ممنوع است.

### تحقیقات
در سال ۲۰۰۰ پس از ۲۳ مورد آزمایشی که با استفاده از روشِ درمان از راه دور انجام شده بود، به دلیل «محدودیت‌های متدولوژیک» نتیجه‌ای قطعی به دست نیامد. ادزارد ارنست رهبر این گروه تحقیقی، در سال ۲۰۰۱ دربارهٔ این آزمایش چنین توضیح داد که «حدودِ نیمی از این آزمایش‌ها، نشان دهندهٔ مؤثر بودنِ درمان است.» با این حال وی متذکر شد که شواهد، «بسیار متناقض» بوده و «محدودیت‌های متدولوژیک، مانع از نتیجه‌گیری قطعی دربارهٔ این آزمایش است». او همچنین چنین نتیجه‌گیری کرد که «تا زمانی که این روشِ درمانی، به عنوان جایگزینِ سایرِ روش‌های درمانیِ مؤثر، تجویز نشده باشد، می‌تواند تقریباً بدونِ ریسک باشد.» در سال ۲۰۰۱ نتایجِ آزمایشِ بالینیِ تصادفی که همان گروهِ تحقیقیِ قبلی انجام داده بود، نشان دهندهٔ بی‌اثر بودن این روش است. این آزمایش نشان داد که از نظر آماری، تفاوتی بین انرژی درمانی از راهِ دور و گروهِ کنترل (انرژی درمانیِ شبیه‌سازی شده) وجود نداشته و دردهای مزمنِ بیماران، در هر دو گروه یکسان بوده‌است. در سال ۲۰۰۳، ادزارد ارنست طیِ به روزرسانی تحقیقات قبلی اش و با در نظر گرفتن تحقیقاتِ دیگر در این زمینه، نتیجه‌گیری کرده‌است که این روش درمانی ممکن است، «با اثرات زیان باری همراه شود.» همچنین شواهد نشان می‌دهند که انرژی درمانی از راه دور، «اثری بیش از پلاسیبو ندارد.»
در سال ۱۹۹۸ در آزمایشی که امیلی روزا انجام داد، مشخص شد که از میان ۲۳ درمانگری که ادعا می‌کردند از طریق لمس درمانی قادر به درمانگری هستند، هیچ‌کدام قادر به تشخیص «میدان انرژیِ» فردِ محقق نبودند. در پایانِ این پژوهش، چنین نتیجه‌گیری شد که عدم توانایی مدعیان لمس درمانی در اثبات توانایی‌شان در تشخیص میدان انرژی که بنیادی‌ترین مورد ادعایشان است، نشان دهندهٔ بی‌اساس بودن این نوع از درمانگری است.
در سال ۲۰۰۱ آزمایش بالینی تصادفی بر روی ۱۲۰ بیمار با درد مزمن که به صورت تصادفی انتخاب شده بودند، انجام گرفت که نتیجهٔ آزمایش‌ها، نتوانستند اثربخشی انرژی درمانی «از راه دور» یا «چهره به چهره» را نشان دهند. پژوهشگران در یک مطالعهٔ نظام مند در سال ۲۰۰۸ نیز به این نتیجه رسیدند که شواهد قانع‌کننده‌ای مبنی بر اثر بخش بودن این نوع از درمان گری در تسکین دردهای نورالژی و نوروپاتیک وجود ندارد. این گروه از محققان در کتابی که با عنوان نیرنگ یا درمان در همان سال منتشر شد، اعلام کردند که «این نوع از معالجه از نظر بیولوژیکی غیرمحتمل بوده و تأثیر آن در حد پلاسیبو (دارونما) است.» به گفتهٔ این پژوهشگران، «در بهترین حالت، این نوع از درمان، موجبِ تسلیِ بیمار شده و در بدترین حالت، موجب می‌شود که افرادی شارلاتان با چنین ادعاهایی از بیمارانی که نیاز به مراقبت‌های فوری پزشکی دارند، کسب درآمد کنند.» مطالعهٔ دیگری که در سال ۲۰۱۴ روی بیماران مبتلا به سرطان روده بزرگ انجام شده بود، نشان داد که انرژی درمانی، هیچ تأثیر مثبتی بر کیفیت زندگی، علایم افسردگی و کیفیت خواب بیماران نداشته‌است.

## طب سوزنی

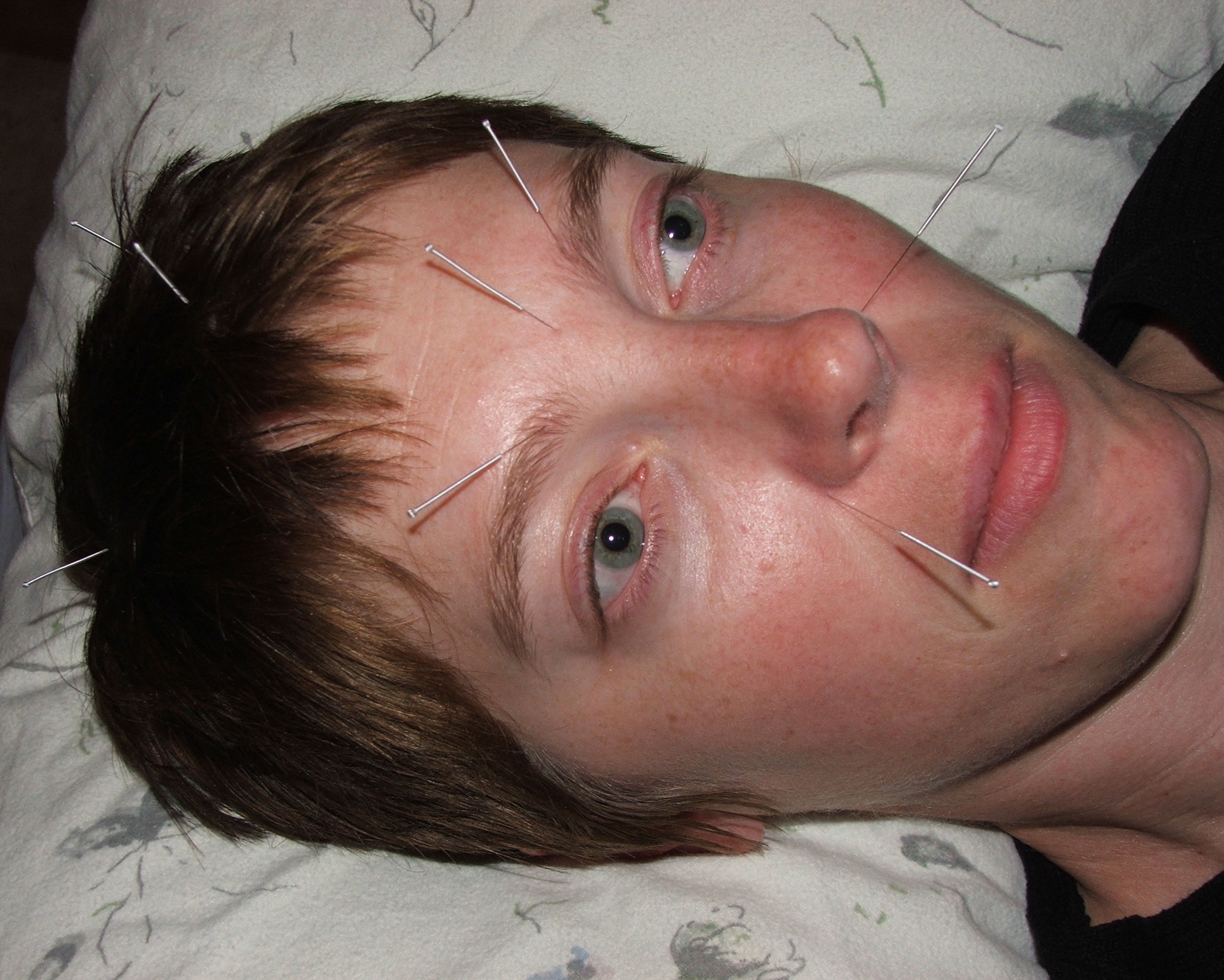
طب سوزنی.

طب سوزنی یکی از شاخه‌های پزشکی جایگزین یا جایگزین است که مدعی درمان، تسهیل و تسریع روند بهبود بیماری‌های متفاوت است. به باور متخصصان این فن، با فروکردن سوزن‌های بسیار نازک در نقاط خاص، می‌توان جریان انرژی را در بدن متعادل کرد.

### تحقیقات
- گروهی از پژوهشگران در تحقیقی که در «مجله انجمن پزشکی آمریکا» منتشر کردند، به این نتیجه رسیدند که طب سوزنی در کاهش دردهای مزمن مؤثر است؛ اما این کاهشِ درد «نسبتاً متوسط» گزارش شده‌است. اثرات طب سوزنی بر کاهش درد در قسمت‌های مختلف بدن متفاوت است. به عنوان مثال در بیمارانی که دچار درد مزمن گردن هستند، طب سوزنی بلافاصله بعد از درمان و نیز در مدت کوتاه مدت مؤثر گزارش شده‌است.[۴۲]
- پژوهش دیگری که در مورد تأثیر طب سوزنی بر بیماران مبتلا به آرتروز و دردهای عضلانی انجام شد، نشان داد این بیماران می‌توانند از این روش برای کم کردن درد، به میزان «کم» بهره بگیرند.[۴۲]
- در سردردهای میگرنی، شواهد نشان می‌دهند طب سوزنی می‌تواند به تأثیر درمان‌های رایج کمک کند و طب سوزنی می‌تواند در پیشگیری از سردردهای میگرنی، دست کم به اندازه درمان‌های دارویی مؤثر باشد. اما مطالعات نشان می‌دهند که این روش در کاهش درد شانه چندان مؤثر نیست.[۴۲]
- تأثیر طب سوزنی در درمان کمردرد حاد روشن نیست اما طب سوزنی در کاهش درد کمر و افزایش تحرک فرد تأثیر دارد اما شواهد کافی برای نشان دادن اینکه طب سوزنی می‌تواند از دردهای بیماران سرطانی به‌طور مؤثر بکاهد، وجود ندارد.[۴۲]
- متخصصان طب سوزنی مدعی هستند که این روش می‌تواند در درمان سایر بیماری‌ها نیز مفید واقع شود. یکی از موارد ادعا، درمان نازایی و ناباروری است. برآیند مطالعات موجود در ارتباط با طب سوزنی نشان می‌دهند که درمان ناباروری و نازایی از این طریق ممکن نیست؛ اما تأثیر طب سوزنی در موفقیت درمان نازایی به شیوه لقاح مصنوعی مطرح و گفته شده استفاده از طب سوزنی شانس بارداری یا تولد زنده را افزایش می‌دهد؛ اما شواهد علمی در این زمینه اصلاً کافی نیست و به تحقیقات بیشتری در این زمینه نیاز است.[۴۲]
- همچنین مطالعات بر روی بیمارانی که دچار سکته مغزی شده‌اند نیز نشان می‌دهد که این روش در کاهش میزان مرگ و میر ناشی از سکته مغزی یا بهبود ازکارافتادگی بیماران بی‌اثر است، اما ممکن است در درمان ضایعات عصبی ایجاد شده در این بیماران از جمله اختلال بلع کمک کند.[۴۲]
- مطالعاتی هم بر روی تأثیر طب سوزنی در درمان افسردگی و بی خوابی صورت گرفته نشان می‌دهند که شواهد کافی در این زمینه وجود ندارد. در مورد اثرات طب سوزنی بر بیماری‌ها تحقیقات مختلفی صورت گرفته و شاید برخی از این مطالعات هم مؤثر بودن طب سوزنی را نشان داده باشند، اما بسیاری از این تحقیقات به علت ضعف در روش مطالعه یا تعداد کم شرکت‌کنندگان، قابل استناد و معتبر نیستند.[۴۲]

با توجه به برآیند مطالعات موثق انجام شده، به نظر می‌آید که طب سوزنی تنها در «کاهش درد در برخی از بیماری‌ها» مؤثر است و تأثیر آن در درمان و بهبود بیماری‌های دیگر، فعلاً پایه محکم علمی ندارد.

### خطرات و عوارض
در رابطه با خطرات و عوارض طب سوزنی می‌توان گفت که این روش درمانی در صورتی که توسط پزشک مجرب انجام شود تقریباً کم خطر و کم عارضه خواهد بود. اما در صورتی که فرد بیمار، مبتلا به اختلال خون‌ریزی باشد، یا از داروهای رقیق‌کنندهٔ خون استفاده کرده باشد، طب سوزنی برای بیمار خطرناک است. ممکن است خونریزی، کبودی و درد در جایی که سوزن فرومی‌رود، ایجاد شود. ممکن است سوزن شکسته و به یکی از اندام‌های داخلی آسیب برساند. سوزنِ استریل نشده می‌تواند بیمار را آلوده کند. اگر عمیقاً وارد قفسه سینه یا قسمت بالایی پشت شود، امکان خوابیدن ریه‌ها وجود دارد.

## واژه‌نامه
1. ↑  Paul Glasziou